# ميناء سايغون
ميناء سايغون عبارة عن شبكة من الموانئ في مدينة هو تشي مينه، فيتنام. اسم الميناء مشتق من الاسم السابق للمدينة. بحلول عام 2013، أصبح ميناء الحاويات رقم 24 الأكثر ازدحامًا في العالم.